# Cedillo
Cedillo là một đô thị trong tỉnh Cáceres, Extremadura, Tây Ban Nha. Theo điều tra dân số 2008 (INE), đô thị này có dân số là 518 người.
```

```

## Biến động dân số
Cedillo ha tenido las siguientes cifras de población a lo largo de su historia:
| 1857 | 1860 | 1877 | 1887 | 1897 | 1900 | 1910 | 1920 | 1930 | 1940 | 1950 | 1960 | 1970 |
| 1241 | 667  | 675  | 755  | 772  | 836  | 984  | 1037 | 1151 | 1243 | 1436 | 1071 | 985  |
| 1981 | 1991 | 1996 | 1999 | 2000 | 2001 | 2002 | 2003 | 2004 | 2005 | 2006 | 2007 | 2008 |
| 655  | 555  | 581  | 541  | 543  | 540  | 553  | 547  | 563  | 552  | 549  | 530  | 518  |